# Erison Carlos dos Santos Silva
Erison Carlos dos Santos Silva (nacido el 22 de mayo de 1980) es un exfutbolista brasileño que se desempeñaba como centrocampista.
Jugó para clubes como el Corinthians, Atlético Paranaense, São Caetano, Cerezo Osaka, Ponte Preta y Avaí.

## Trayectoria

### Clubes
| Club                | País          | Año         |
| ------------------- | ------------- | ----------- |
| Corinthians         | Brasil        | 2000 - 2004 |
| Atlético Paranaense | Brasil        | 2004        |
| São Caetano         | Brasil        | 2005        |
| Cerezo Osaka        | Japón         | 2006        |
| Ponte Preta         | Brasil        | 2007        |
| Busan IPark         | Corea del Sur | 2008        |
| Avaí                | Brasil        | 2009        |